# Huta-Steblivska, Korsun-Șevcenkivskîi
Huta-Steblivska (în ucraineană Гута-Стеблівська) este un sat în comuna Sîdorivka din raionul Korsun-Șevcenkivskîi, regiunea Cerkasî, Ucraina.

## Demografie
Componența lingvistică a localității Huta-Steblivska
     Ucraineană (100%)
Conform recensământului din 2001, toată populația localității Huta-Steblivska era vorbitoare de ucraineană (100%).